# Bachtiar Djafar
Bachtiar Djafar (27 tháng 7 năm 1939 – 3 tháng 8 năm 2021) là một sĩ quan quân đội và chính trị gia người Indonesia, ông từng là thị trưởng Medan, Bắc Sumatra từ năm 1990 đến 2000.

## Tiểu sử
Djafar sinh tại Labuhan Deli, nay là huyện Deli Serdang, vào ngày 27 tháng 7 năm 1939.
Ông phục vụ trong Lục quân Indonesia trước khi hoạt động chính phủ, bao gồm khoảng thời gian là một phần của Chỉ huy Lực lượng Đặc biệt. Djafar tuyên thệ nhậm chức thị trưởng Medan vào ngày 2 tháng 4 năm 1990. Vào thời điểm đó, ông mang cấp bậc thượng tá và là người gốc Mã Lai đầu tiên giữ chức thị trưởng Medan. Ông đảm nhiệm nhiệm kỳ thứ hai vào năm 1995. Trước Djafar, các thị trưởng Medan của Indonesia là người gốc Batak hoặc Mandailing.
Djafar được biết đến trong việc phát triển các khu phía bắc Medan trong nhiệm kỳ. Dưới thời Djafar, chính quyền thành phố triển khai trùng tu Nhà thờ Hồi giáo Al-Osmani xây dựng vào năm 1854. Thành phố thực hiện quá trình nạo vét tại sông Deli, việc những người kế nhiệm Djafar sau này không thực hiện. Trong nhiệm kỳ thị trưởng, ông giữ chức chủ tịch hội đồng cố vấn chi nhánh đảng Golkar của Medan.
Nhiệm kỳ thị trưởng của ông kết thúc vào ngày 31 tháng 3 năm 2000. Sau nhiệm kỳ thị trưởng, ông tiếp tục phục vụ với vai trò cố vấn trong đảng Golkar. Ông tranh cử với tư cách là ứng cử viên thượng nghị sĩ cho Bắc Sumatra trong cuộc bầu cử lập pháp Indonesia 2004, nhưng không trúng cử. Djafar nhận danh hiệu danh dự Datuk từ Vương thổ Langkat vào tháng 3 năm 2013. Ông kết hôn với Rosmeini Bachtiar và có hai người con.
Djafar qua đời ngày 3 tháng 8 năm 2021. Sau khi ông qua đời, một bệnh viện công vừa thành lập ở khu Medan Labuhan được đổi theo tên ông vào tháng 12 năm 2022.